# 比嘉真美子
比嘉 真美子（ひが まみこ、1993年10月11日 - ）は、沖縄県国頭郡本部町出身の日本の女子プロゴルファー。所属はTOYO TIRE。趣味は相撲観戦と漫画。

## 来歴
沖縄県立本部高等学校卒業。
11歳からゴルフを始める。
2008年「ダイキンオーキッドレディスゴルフトーナメント」にアマチュアとして出場、翌2009年の同大会では通算3アンダーの12位タイでローアマチュアを獲得。
高校2年となった2010年は「ネイバーズトロフィーチーム選手権」に日本代表として出場、団体優勝は逃したものの個人では1位タイの成績を残した。同年8月「全国高等学校ゴルフ選手権大会」では個人2位、同月に行われた「日本ジュニアゴルフ選手権競技」（女子15-17歳の部）では最終ラウンドにホールインワンを決めるなど、8打差から逆転優勝した。
この年は10月の「世界アマチュアチーム選手権」（ブエノスアイレス）、11月の「広州アジア大会」の女子代表に福田真未、堀奈津佳と共に選ばれた。
2011年「日本女子アマチュアゴルフ選手権」優勝。前年に続いて「ネイバーズトロフィーチーム選手権」日本代表に選出。
2012年4月の「スタジオアリス女子オープン」では3位で最終日を迎え、申ジエ、佐伯三貴と最終組で回り、4打差の3位に入った。6月の「日本女子アマチュアゴルフ選手権」で2連覇を達成、同大会2連覇はウェイ・ユンジェ（1998年、1999年）以来史上7人目であった。
同年7月の日本女子プロゴルフ協会（以下JLPGA）最終プロテストに進出し8位タイで合格、LPGA84期生となる。
2013年4月の「ヤマハレディースオープン葛城」でJLPGAツアー初優勝、5月の「リゾートトラストレディス」で2勝目を挙げた。
同年8月、海外メジャー初出場となる「全英リコー女子オープン」で7位タイとなった。
同年の年間獲得賞金ランキング（以下賞金ランク）は8位で自身初のシード入り、12月に発表されたLPGAアワードにおいて「新人賞」を受賞した。
2014年シーズンからジブラルタ生命保険所属。同年は賞金ランク45位でシード権を守ったが、2015年にスランプに陥り賞金獲得額は400万円にも満たず賞金ランク95位でシードを失った。2016年にはシーズン後半に好成績を続けて、賞金ランク34位で2年ぶりにシード入りした。
2017年は所属フリーとなる。同年8月の「NEC軽井沢72ゴルフトーナメント」で、キム・ハヌルとのプレーオフの末4年ぶりのJLPGAツアー3勝目を挙げた。賞金ランク12位。
2018年JLPGAのプレーヤーズ委員会委員長に就任。同年4月「KKT杯バンテリンレディスオープン」でJLPGAツアー4勝目。大会後の4月24日、マネジメント契約をしていた東洋ゴム工業（TOYO TIRE）と所属契約を結ぶ。
同年6月、大相撲力士の勢翔太と前年に婚約したことが明らかになった。しかし、2021年6月21日に勢の現役引退が発表された際、婚約も既に解消されていたことが明らかになった。
2018年8月「全英リコー女子オープン」において最終日3打差の4位スタートであったが、スコアを伸ばせず8打差の4位タイとなった。
同年は自身初の1億円突破（¥109,969,185）で賞金ランクも自身最高位となる4位。同年12月に発表されたLPGAアワードにおいて「特別賞」を受賞、受賞理由として「プレーヤーズ委員会委員長」「トップ10フィニッシュ最多18回」「全英リコー女子オープン4位タイ」等があげられた。
2019年3月「ダイキンオーキッドレディスゴルフトーナメント」でJLPGAツアー5勝目をあげる。
同年6月に開催された「全米女子オープン」では2日目まで単独首位、3日目を1打差の3位タイで最終日を迎えたが、スコアを3つ落とし3打差の5位タイとなった。
同年賞金ランク18位で4年連続のシード入りとなった。

## 海外メジャー成績
| 出場年 | 大会名                 | 最終成績 | 該当した出場資格                                                       |
| ------ | ---------------------- | -------- | ---------------------------------------------------------------------- |
| 2013   | 全英リコー女子オープン | 7位タイ  | 2013年「サントリーレディスオープン」終了時点でのJLPGA賞金ランク上位5名 |
| 2014   | 全英リコー女子オープン | 予選落ち | 2013年「全英リコー女子オープン」15位タイ以内                           |
| 2018   | 全英リコー女子オープン | 4位タイ  | 2018年「アース・モンダミンカップ」終了時点のJLPGA賞金ランク上位5名     |
| 2019   | ANAインスピレーション  | 予選落ち | 2018年「全英リコー女子オープン」5位タイ以内                            |
| 2019   | 全米女子オープン       | 5位タイ  | 2018年JLPGA賞金ランク5位以内                                           |
| 2019   | AIG全英女子オープン    | 予選落ち | 2018年「全英リコー女子オープン」5位タイ以内                            |